# Uvernet-Fours
Uvernet-Fours – miejscowość i gmina we Francji, w regionie Prowansja-Alpy-Lazurowe Wybrzeże, w departamencie Alpy Górnej Prowansji.

## Demografia
Według danych na rok 1990 gminę zamieszkiwały 543 osoby, a gęstość zaludnienia wynosiła 4 osoby/km². W styczniu 2015 r. Uvernet-Fours zamieszkiwało 609 osób, przy gęstości zaludnienia wynoszącej 4,5 osób/km².